# Neu Ulm Challenger 1993
Il Neu Ulm Challenger 1993 è stato un torneo di tennis facente parte della categoria ATP Challenger Series nell'ambito dell'ATP Challenger Series 1993. Il torneo si è giocato a Nuova Ulma in Germania dal 12 al 18 luglio 1993 su campi in terra rossa.

## Vincitori

### Singolare
David Prinosil ha battuto in finale  Olivier Delaître con il punteggio di 6–3, 6–3

### Doppio
David Prinosil /  Richard Vogel hanno battuto in finale  Jorge Lozano /  Udo Riglewski con il punteggio di 6–1, 6–3